# Prothemenops siamensis
Espèce
Prothemenops siamensis est une espèce d'araignées mygalomorphes de la famille des Idiopidae.

## Distribution
Cette espèce est endémique de Thaïlande.

## Étymologie
Son nom d'espèce, composé de siam et du suffixe latin -ensis, « qui vit dans, qui habite », lui a été donné en référence au lieu de sa découverte, le Siam.

## Publication originale
- Schwendinger, 1991 : Two new trap-door spiders from Thailand (Araneae, Mygalomorphae, Idiopidae). Bulletin of the British Arachnological Society, vol. 8, no 8, p. 233-240.